# Vallespinoso de Aguilar
Vallespinoso de Aguilar ist ein spanischer Ort in der Provinz Palencia der Autonomen Gemeinschaft Kastilien und León. Der ehemals selbständige Ort gehört zu Aguilar de Campoo, er liegt zehn Kilometer südöstlich vom Hauptort der Gemeinde. Er ist über die Straße PP-2131 zu erreichen.

## Sehenswürdigkeiten
- Romanische Ermita Santa Cecilia, erbaut Ende des 12. Jahrhunderts. Seit 1951 als Baudenkmal (Bien de Interés Cultural) klassifiziert.
- Pfarrkirche Santos Julián y Basilisa, erbaut im 16. Jahrhundert